# Méduse irukandji

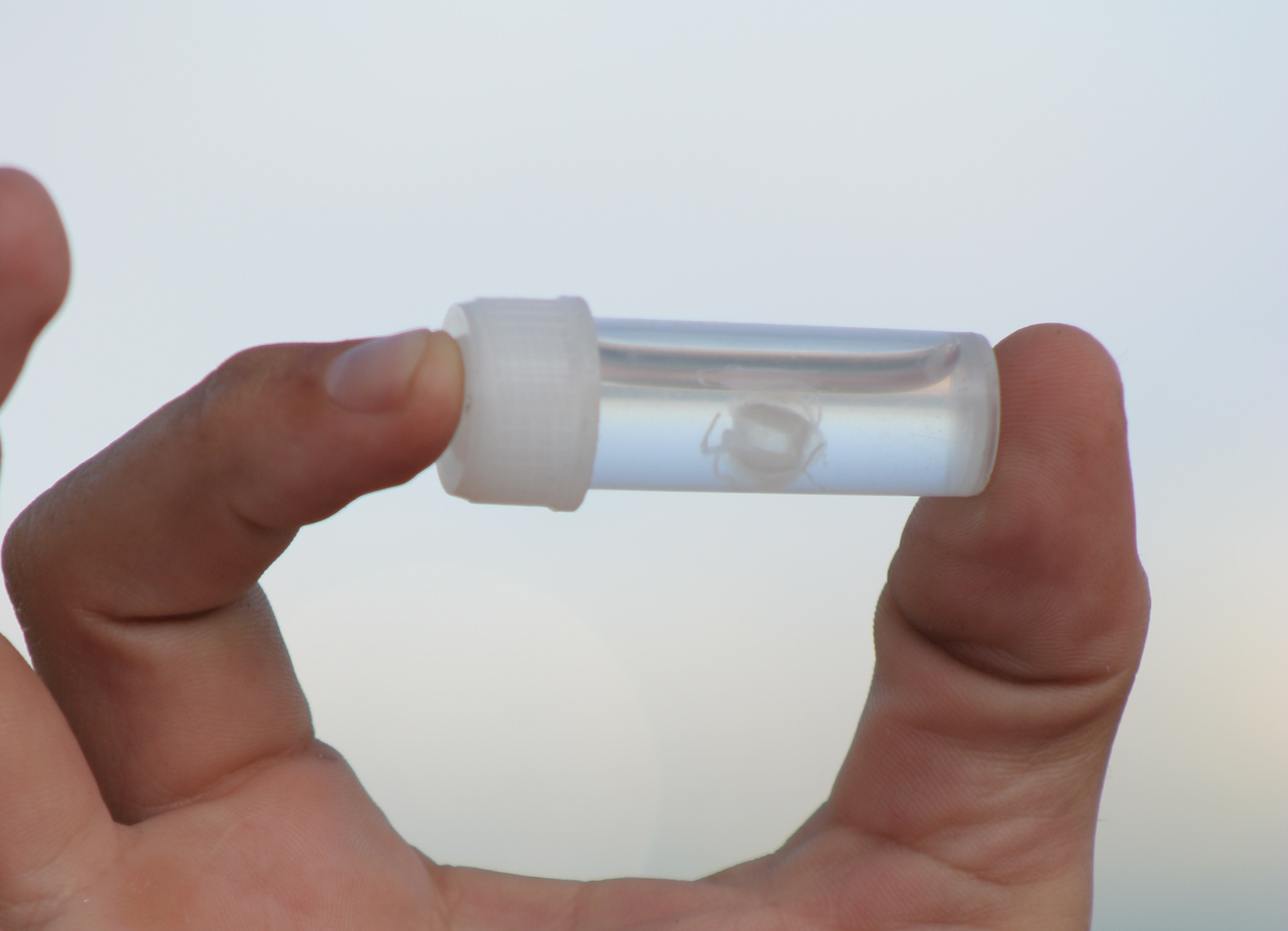
Méduse irukandji, Queensland (Australie)

Les méduses irukandji regroupent plusieurs espèces de petites cuboméduses, de 2 à 3 centimètres de diamètre, dont les piqûres peuvent provoquer le syndrome d'Irukandji, parfois mortel. Leur nom fait référence au peuple aborigène australien Irukandji de la région côtière de Palm Cove près de Cairns, où les piqûres de baigneurs sont fréquentes pendant la saison humide d'octobre à mai,. 
Après la première description par Hugo Flecker du syndrome en 1952, il fut initialement attribué aux seules piqûres de l'espèce Carukia barnesi, après que Jack Barnes s’en est infligé une volontairement en 1964. Par la suite plusieurs cas de syndromes identiques ou similaires, ont aussi été attribués à d'autres espèces au sein de l'ordre des Carybdeida, dont certaines non encore identifiées, et présentes dans les régions indo-pacifique et caribéenne.
Parmi les espèces connues, on compte notamment  :
- Carukia barnesi, historiquement la première méduse irukandji
- Malo kingi [6]
- Malo maxima [7]
- Malo filipina [5]